# دان ولز
دان ولز (بالإنجليزية: Dan Wells)‏ هو سائق سباق بريطاني، ولد في 29 مايو 1991 في ساوثهامبتون في المملكة المتحدة.

## وصلات خارجية
- الموقع الرسمي
- دان ولز على موقع DriverDB.com (الإنجليزية)